# Pyratula zonata
Pyratula zonata är en tvåvingeart som först beskrevs av Zetterstedt 1855.  Pyratula zonata ingår i släktet Pyratula och familjen platthornsmyggor. Arten är reproducerande i Sverige. Inga underarter finns listade i Catalogue of Life.